# Jo van der Hoeven
Johannes (Jo) van der Hoeven (Amsterdam, 22 januari 1916 – aldaar, 19 februari 2001) was een Nederlands rechtsgeleerde met speciale belangstelling voor het staatsrecht.

## Biografie
Jo van der Hoeven werd geboren als derde zoon in een gezin dat uiteindelijk zes kinderen zou tellen. Zijn oudste broer was Pieter van der Hoeven. Zijn vader was onderwijzer bij het lager onderwijs, later bij het MULO. Hij studeerde rechten aan de Gemeentelijke Universiteit van 1936 tot 1941, waar hij lid was van de gereformeerde studentenvereniging SSR-Amsterdam (Van der Hoeven was zelf overigens hervormd) en vestigde zich daarna als advocaat te Amsterdam; van 1956 tot 1963 was hij ook plaatsvervangend kantonrechter te Amsterdam.
In 1955 ging hij als lid van de PvdA de politiek in en werd gemeenteraadslid in Amsterdam, wat hij tot 1960 zou blijven; van 1962 tot 1964 was hij opnieuw gemeenteraadslid en fractievoorzitter. Op 18 februari 1958 promoveerde hij cum laude aan de UvA op het proefschrift De plaats van de grondwet in het constitutionele recht. Enkele opmerkingen over betekenis en functie van de grondwet in het geheel der constitutionele verhoudingen; promotor was George van den Bergh. In het proefschrift toonde Van der Hoeven aan dat het normatieve begrip van grondwetsbepalingen "wordt bepaald door de 'ambiance' van feitelijke machts- en gezagsverhoudingen en het actuele maatschappelijk-ethische waarderingspatroon." Het proefschrift veroorzaakte daarmee de nodige opschudding in de Nederlandse staatsrechtswetenschap, die sinds de Tweede Wereldoorlog vooral berschrijvend was geweest. Twee jaar later volgde hij zijn promotor Van den Bergh op als gewoon hoogleraar Nederlands staatsrecht aan de UvA; hij hield zijn oratie, getiteld Regelmaat en norm, op 12 december 1960. Van 1964 tot 1968 was hij rector magnificus van de UvA. In 1971 werd hij benoemd tot president-curator van de UvA, als opvolger van Ivo Samkalden die als burgemeester ex officio tevens president-curator was. na de inwerkingtreding van de Wet Universitaire Bestuurshervorming in 1972 werd hij de eerste waarnemend voorzitter van het college van bestuur van de universiteit, tot de benoeming van George Cammelbeeck. Van 1962 tot 1973 was Van der Hoeven tevens lid van het ambtenarengerecht te Amsterdam en lid van de Kiesraad.
Op 1 oktober 1973 nam Van der Hoeven afscheid als hoogleraar en voorzitter van het college van bestuur en werd hij benoemd tot lid van de Raad van State. Toen drie jaar later de Afdeling Rechtspraak werd ingesteld (voorloper van de huidige Afdeling Rechtspraak van de Raad van State) werd Van der Hoeven benoemd tot voorzitter, wat hij tot 1982 zou blijven. In 1980 werd hij door de Raad van State voorgedragen voor het vicevoorzitterschap van deze Raad, samen met G.H. Veringa. Vanwege bedenkingen aangaande de psychologische geschiktheid van de twee kandidaten werden beiden echter gepasseerd, en schoof het kabinet mr. Willem Scholten naar voren, die het ook werd. Van 1 oktober 1982 tot 1 oktober 1985 was hij nog lid van de Raad van State in buitengewone dienst.
In het dagelijks leven was Van der Hoeven een man van kleine gestalte met een scherpe tong die nagenoeg ieder gesprek als een debat zag. Ed van Thijn herinnerde zich hoe hij van Van der Hoeven efficiënt, en vooral kort, vergaderen leerde: "Met nurksheid en nauwelijks bedwongen irritatie verleende Van der Hoeven het woord. Iedere spreker maakte daar met grote gêne gebruik van. De voorzitter keek de spreker intussen - als hij zijn horloge even niet raadpleegde - vernietigend aan".
Van der Hoeven was van 1967 tot 1971 lid van de Staatscommissie voor de herziening van de Grondwet en Kieswet, beter bekend als de Commissie-Cals-Donner. Vanaf 1970 was hij ook lid van de Staatscommissie van advies inzake het rechtskarakter van de ambtenaarsverhouding (staatscommissie-Toxopeus) en van 1970 tot 1975 lid en later voorzitter van de Koninkrijkcommissie. In 1972-1973 was hij voorzitter van de Nederlandse Juristen-Vereniging. Verder was hij enige tijd voorzitter van de Nederlandse Opera Stichting, in 1974 voorzitter van de Hoofdcommissie van Overleg voor het personeel der Koninklijke Hofhouding, en lid van een enquêtecommissie van de Ondernemingskamer van het gerechtshof Amsterdam inzake de Ogem-affaire.
In 1987 ontving Van der Hoeven een eredoctoraat in de rechtsgeleerdheid van de Katholieke Universiteit Brabant; ere-promotor was Ernst Hirsch Ballin, die zelf nog was gepromoveerd bij Van der Hoevens promotus Luuk Prakke. Sinds 1975 was hij lid van de Koninklijke Nederlandse Akademie van Wetenschappen, waar hij van 1978 tot 1981 voorzitter van de Afdeling Letterkunde was. Hij was ook ridder in de Orde van de Nederlandse Leeuw, grootofficier in de Orde van Oranje-Nassau en drager van het Erekruis in de Huisorde van Oranje.
Van der Hoeven was gehuwd met Annie Jacoba (Anneke) van Ingen (1921-2016). Het huwelijk bleef kinderloos.

## Publicaties
- De plaats van de Grondwet in het Constitutionele Recht (dissertatie, Amsterdam 1958)
- Regelmaat en norm (inaugurele rede, 1960)
- Pseudo-wetgeving (1965)
- De invloed van het Europees Parlement (1966)
- De magische lijn: verkenningen op de grens van publiek- en privaatrecht (1970)
- Staatsrecht en bestuursrecht: opstellen (1984)
- De drie dimensies van het bestuursrecht. Ontstaan en vorming van het Nederlandse algemene bestuursrecht, Alphen aan den Rijn. 1989.